# Ken Tajiri
Ken Tajiri (japanisch 田尻 健 Tajiri Ken; * 11. Juni 1993 in Minō) ist ein japanischer Fußballspieler.

## Karriere
Tajiri erlernte das Fußballspielen in der Jugendmannschaft von Gamba Osaka. Hier unterschrieb er 2012 auch seinen ersten Profivertrag. Der Verein spielte in der höchsten japanischen Liga, der J1 League. Am Ende der Saison 2012 stieg der Verein in die zweite Liga ab. 2013 wurde er mit dem Verein Meister der zweiten Liga und stieg direkt wieder in die erste Liga auf. Von Juni 2017 bis Saisonende 2018 wurde er an den Zweitligisten Zweigen Kanazawa ausgeliehen. Für den Verein absolvierte er neun Ligaspiele. 2019 kehrte er zu Gamba Osaka zurück. Hier kam er in der U23-Mannschaft zum Einsatz. Mit der U23 spielte er 17-mal in der dritten Liga. 2020 unterschrieb er einen Vertrag beim Drittligisten Gainare Tottori. Für den Verein, der in der Präfektur Tottori beheimatet ist, bestritt er 81 Drittligaspiele. Zu Beginn der Saison 2023 wechselte er zum Zweitligaabsteiger Iwate Grulla Morioka.

## Erfolge
Gamba Osaka
- Japanischer Meister: 2014

- Japanischer Ligapokalsieger 2014

- Japanischer Pokalsieger: 2014, 2015

- Japanischer Supercup-Sieger: 2015